# The Great White Trail
The Great White Trail er en amerikansk stumfilm fra 1917 af Leopold Wharton.

## Medvirkende
- Doris Kenyon som Prudence Carrington.
- Paul Gordon som George Carrington.
- Thomas Holding som Arthur Dean.
- Hans Roberts som Charles Ware.
- Louise Hotaling som Marie.